# Bäckhammar
Bäckhammar est une localité de Suède dans la commune de Kristinehamn située dans le comté de Värmland.
Sa population était de 291 habitants en 2019.

## Économie
La plus grande usine de l'entreprise Nordic Paper se trouve à Bläckhammar. Employant 260 personnes, elle peut produire jusqu'à 159 000 tonnes de papier kraft -la spécialité du site- par an. L'entreprise accorde par ailleurs une certaine importance à Bläckhammar, puisqu'elle a annoncé en 2023 investir à hauteur de 850 millions de couronnes (72 millions d'euros) dans son usine. Les travaux devraient commencer dans le premier quart de 2024, et se terminer courant 2024.